# غوردون إينوك غيتس
غوردون إينوك غيتس (بالإنجليزية: Gordon Enoch Gates)‏ هو عالم حيوانات أمريكي، ولد في 11 يناير 1897، وتوفي في 11 يونيو 1987.